# Repúblicas marítimas

Bandera que agrupa los emblemas de las repúblicas marítimas más conocidas: desde arriba a la izquierda, en sentido horario, los emblemas de Venecia, Génova, Pisa y Amalfi.

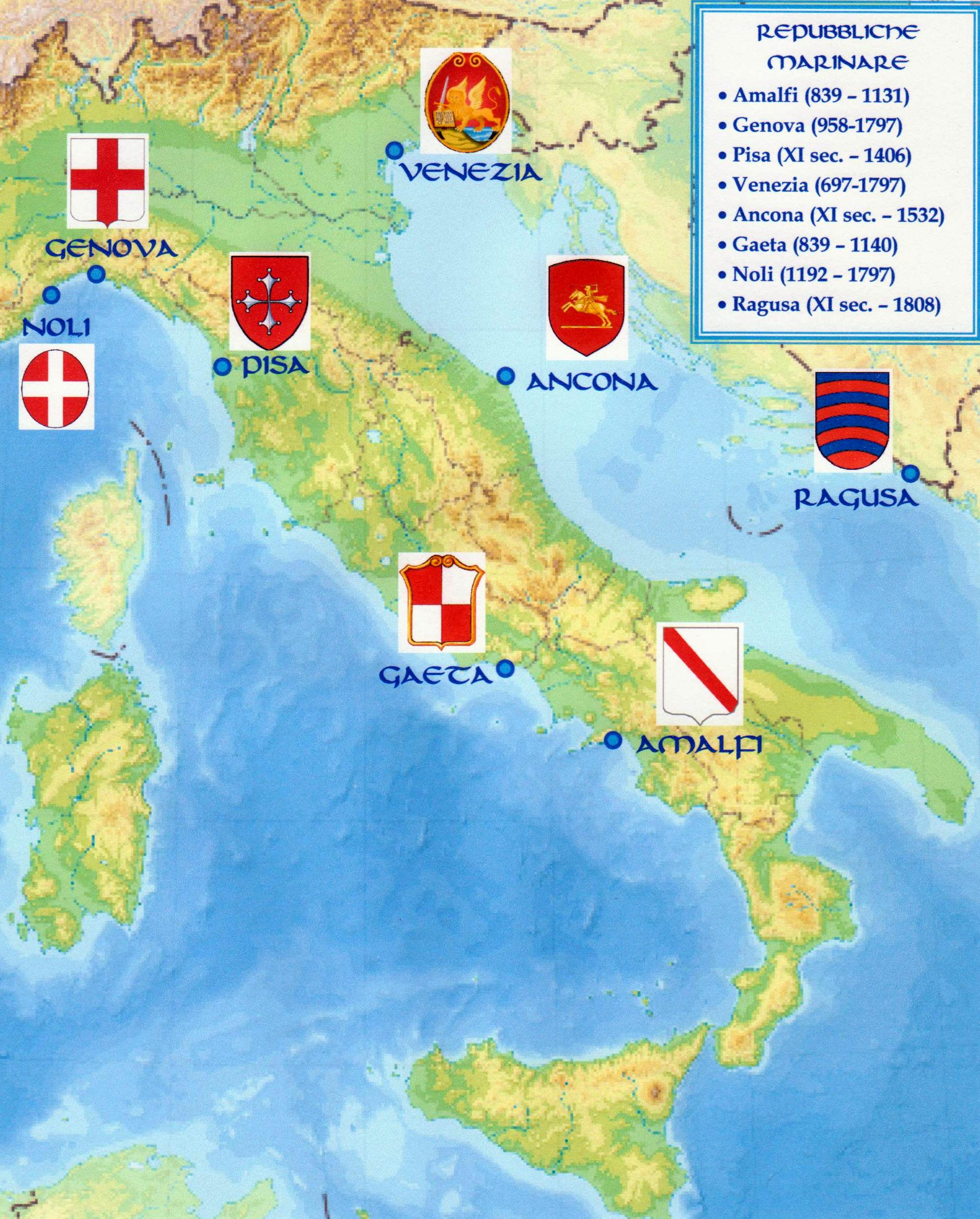
Mapa con la ubicación y los emblemas de todas las repúblicas marítimas

La definición de repúblicas marítimas (a veces conocidas como repúblicas marineras) se puede extender a algunas ciudades costeras, italianas o no, que entre los siglos X y el XV gozaron de una prosperidad económica gracias a su actividad comercial, en un marco de amplia autonomía política. Generalmente, la definición se refiere en especial a cuatro ciudades italianas: Amalfi, Génova, Pisa y Venecia.
Sin embargo, otras ciudades del área también gozaban de independencia (gobierno autónomo con forma de república oligárquica, moneda y ejército, entre otros), habían participado en las Cruzadas, contaban con una flota naval, tenían fundagos (colonias comerciales), «cónsules de las nationes», que vigilaban los intereses comerciales de sus respectivas ciudades en los puertos mediterráneos, y pueden ser incluidas de pleno derecho entre las repúblicas marítimas. Estas ciudades eran Ancona, Gaeta, Noli y Ragusa.

## Orígenes
La recuperación económica que tuvo lugar en Europa alrededor del año 1000, unida a la inseguridad de las rutas de comunicación internas terrestres, hizo que las principales rutas comerciales se desarrollaran a lo largo de las costas del Mediterráneo. En ese contexto, la creciente independencia que iban asumiendo algunas ciudades con puerto les llevó a asumir un papel de primer orden en el escenario europeo.
Estas ciudades, expuestas a las incursiones de los piratas, en especial sarracenos, organizaron de modo autónomo su defensa, dotándose de poderosas flotas de guerra, y pudieron pasar en los siglos X y XI a la ofensiva, aprovechándose de la rivalidad entre el poder marítimo bizantino e islámico, con los que compitieron en el control del comercio con Asia y África y de las rutas mediterráneas.

La expansión de la república marítima de Génova en el Mediterráneo
Territorios de la República de Venecia en los siglos XV y XVI.
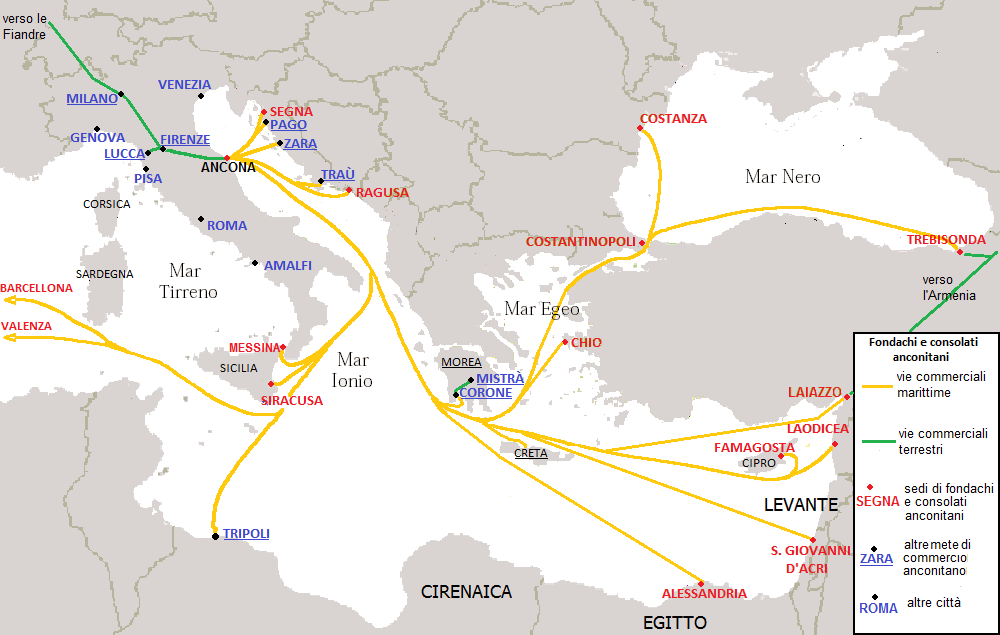
Las rutas comerciales y los almacenes de la República Marítima de Ancona
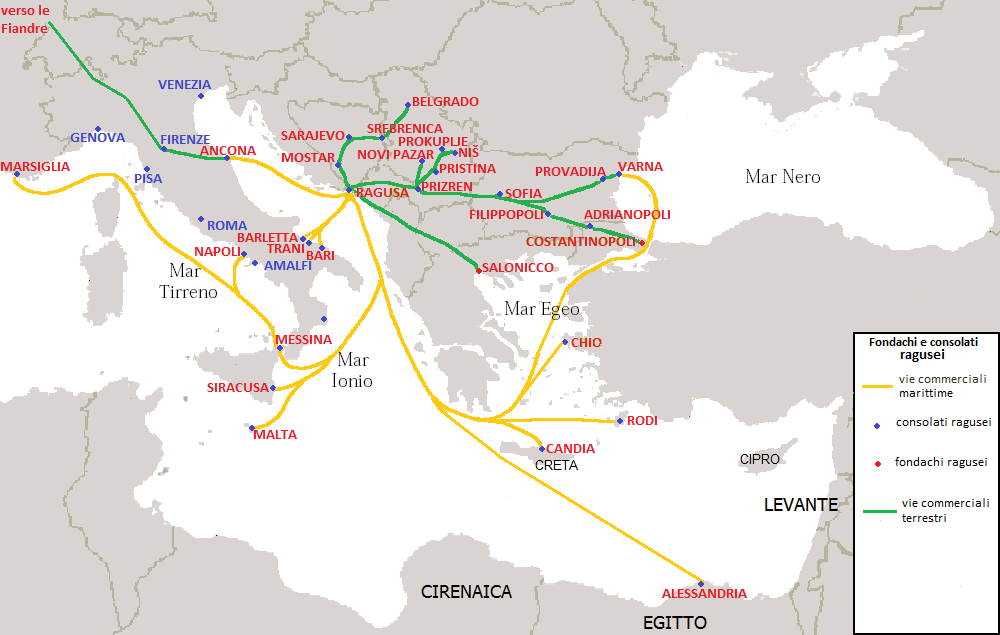
Las rutas comerciales y los almacenes de la República Marítima de Ragusa

## Desarrollo

Mapa de las posesiones en el Mediterráneo de la República de Venecia, la más importante de las Repúblicas marítimas italianas.

En el plano institucional, las ciudades formaron gobiernos autónomos republicanos, que expresaban el matiz comercial que constituía la esencia de su poder. La historia de las repúblicas marítimas se inscribe, de hecho, tanto con el principio de la expansión europea hacia Oriente, como con los orígenes del moderno capitalismo, entendido como un sistema mercantil y financiero. Los comerciantes de las repúblicas marítimas italianas utilizaron moneda acuñada en oro, que se hallaba fuera de uso desde siglos antes en el Mediterráneo occidental, pusieron a punto nuevas operaciones de cambio y de contabilidad. Se vieron además incentivados los progresos tecnológicos en navegación, apoyo fundamental para el crecimiento de la riqueza mercantil.
Las cruzadas les dieron la ocasión de expandirse. Venecia, Amalfi, Ancona y Ragusa estaban ya implicadas en el comercio con el Levante, pero con las cruzadas el fenómeno se acrecienta: miles de miembros de estas repúblicas marítimas miran hacia Oriente, creando bases, escalas y establecimientos comerciales. Estos centros mercantiles tuvieron además una gran influencia política a nivel local: los comerciantes de estas ciudades constituyeron en sus centros de negocios, asociaciones de carácter corporativo, con el objetivo de obtener de los gobiernos extranjeros privilegios jurisdiccionales, fiscales y aduaneros, en un preciso marco político del que nacieron varios señoríos personales.
La historia de las repúblicas marítimas es muy diversa y eso se comprende mejor también si consideramos su muy diversa longevidad: Venecia, Génova, Noli y Ragusa tuvieron una larguísima vida como entidades independientes, ya que superaron el periodo medieval, y perduraron hasta los principios de la Edad Contemporánea cuando el desarrollo de los estados europeos se vio sacudido por las campañas napoleónicas. Otras repúblicas tuvieron también una larga vida, permaneciendo independientes hasta el Renacimiento: como Pisa, que pasó a depender de Florencia en 1406, y Ancona, que pasó a depender de los Estados Pontificios en 1532. En cambio Amalfi y Gaeta perdieron muy pronto su independencia: la primera en 1131 y la segunda en 1140; ambas pasaron a manos de los normandos.

### Amalfi

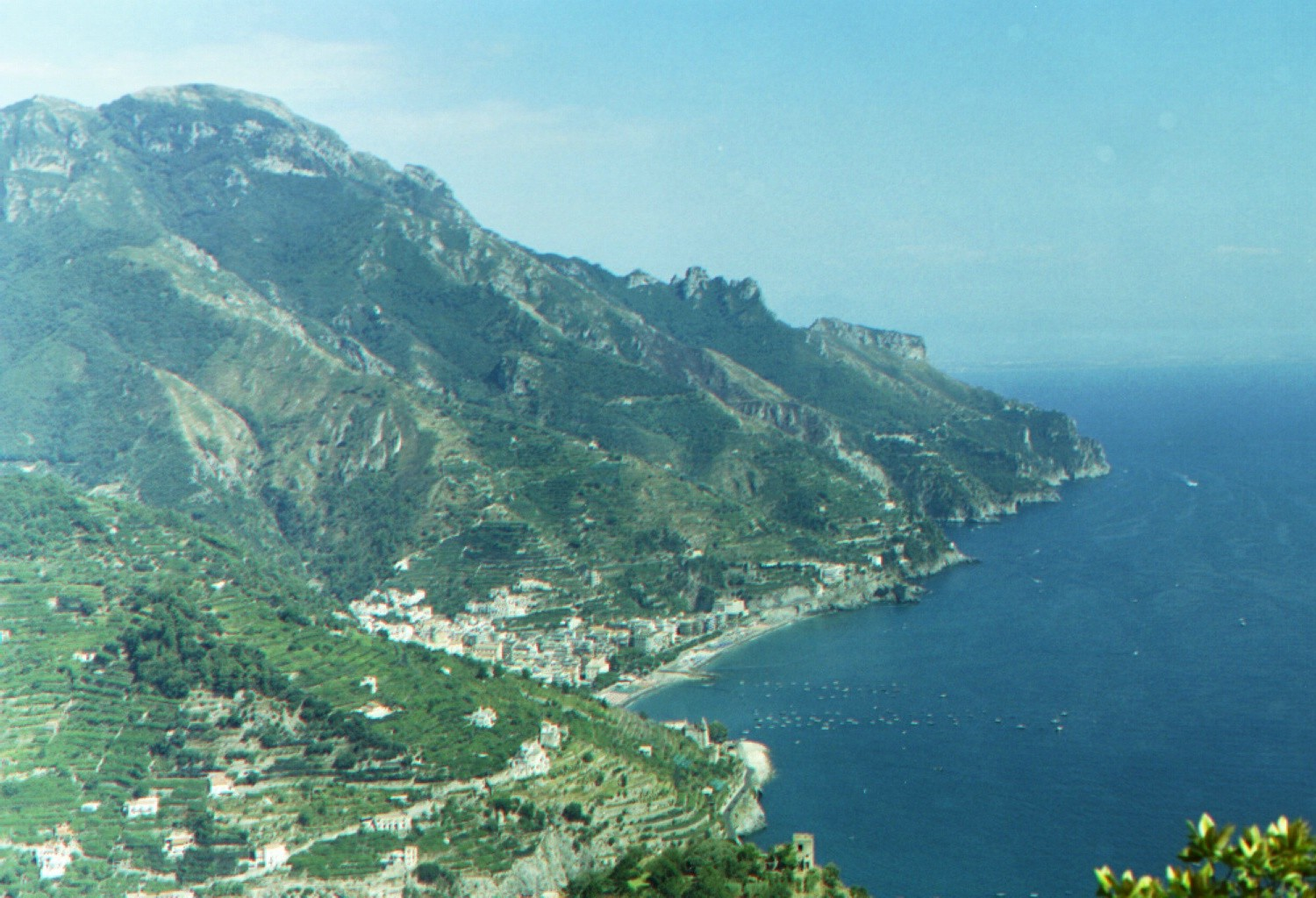
La Costa Amalfitana.

Amalfi, quizás la primera República marítima que alcanzó un lugar destacado, había desarrollado un intenso comercio con Bizancio y Egipto. Los comerciantes amalfitanos acabaron con el monopolio árabe en el comercio mediterráneo y fundaron en el siglo X bases mercantiles en el sur de Italia y en Oriente Medio.
Uno de los testimonios más importantes de la importancia alcanzada por la República de Amalfi, está en las Tablas Amalfitanas, un código que recogía las normas de Derecho marítimo, y que tuvo validez durante toda la Edad Media.
Amalfi en 1137 fue saqueada por los pisanos, en un momento en que se había debilitado debido a catástrofes naturales (graves inundaciones) y por la anexión al reino normando. Tras ser conquistada por los normandos, inició una rápida decadencia y fue sustituida en su papel de potencia mercantil por el Ducado de Nápoles.

### Venecia

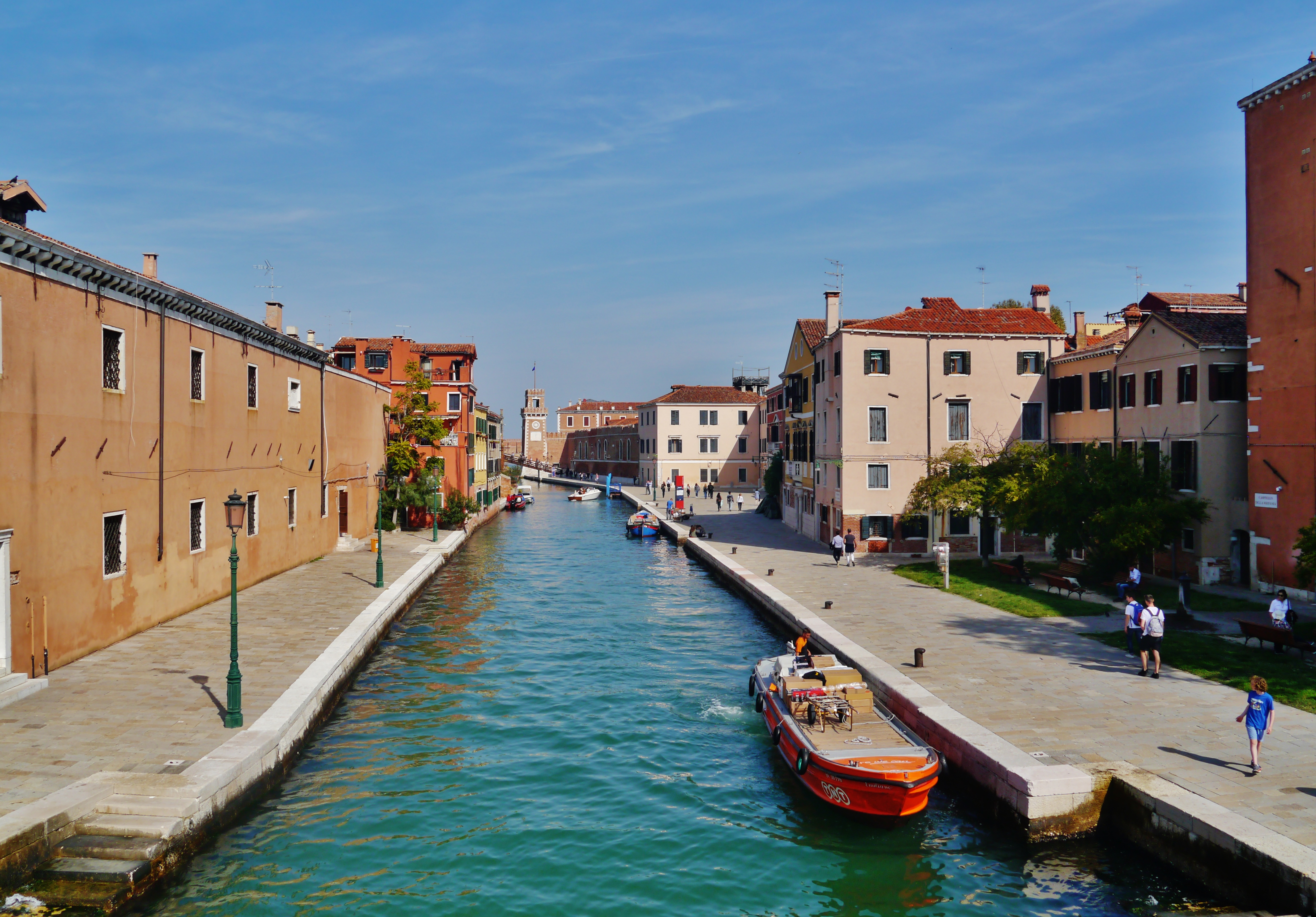
Arsenal de Venecia.

El poder de Venecia nació del desarrollo de las relaciones comerciales con el Imperio bizantino, del que al principio formó parte al menos teóricamente, aunque en el ámbito de una amplia independencia. Venecia permaneció a continuación aliada a los bizantinos en su lucha contra árabes y normandos. Alrededor del año 1000 expulsó a los piratas croatas que ocupaban algunas costas de Istria y Dalmacia y pasó a dominar esta región. A principios del siglo XIII alcanzó el cenit de su poder, dominando los intercambios comerciales en el Mediterráneo y con Oriente. Durante la Cuarta Cruzada (1202-1204) se apoderó de las islas y de las localidades marítimas comercialmente más importantes del Imperio bizantino. La conquista de los importantes puertos de Corfú (1207) y Creta (1209) le garantizó un comercio que se extendía al Levante, y llegaba a Siria y Egipto, puntos terminales de las rutas comerciales. A finales del siglo XIV, Venecia se había convertido en uno de los estados más ricos de Europa.

### Pisa

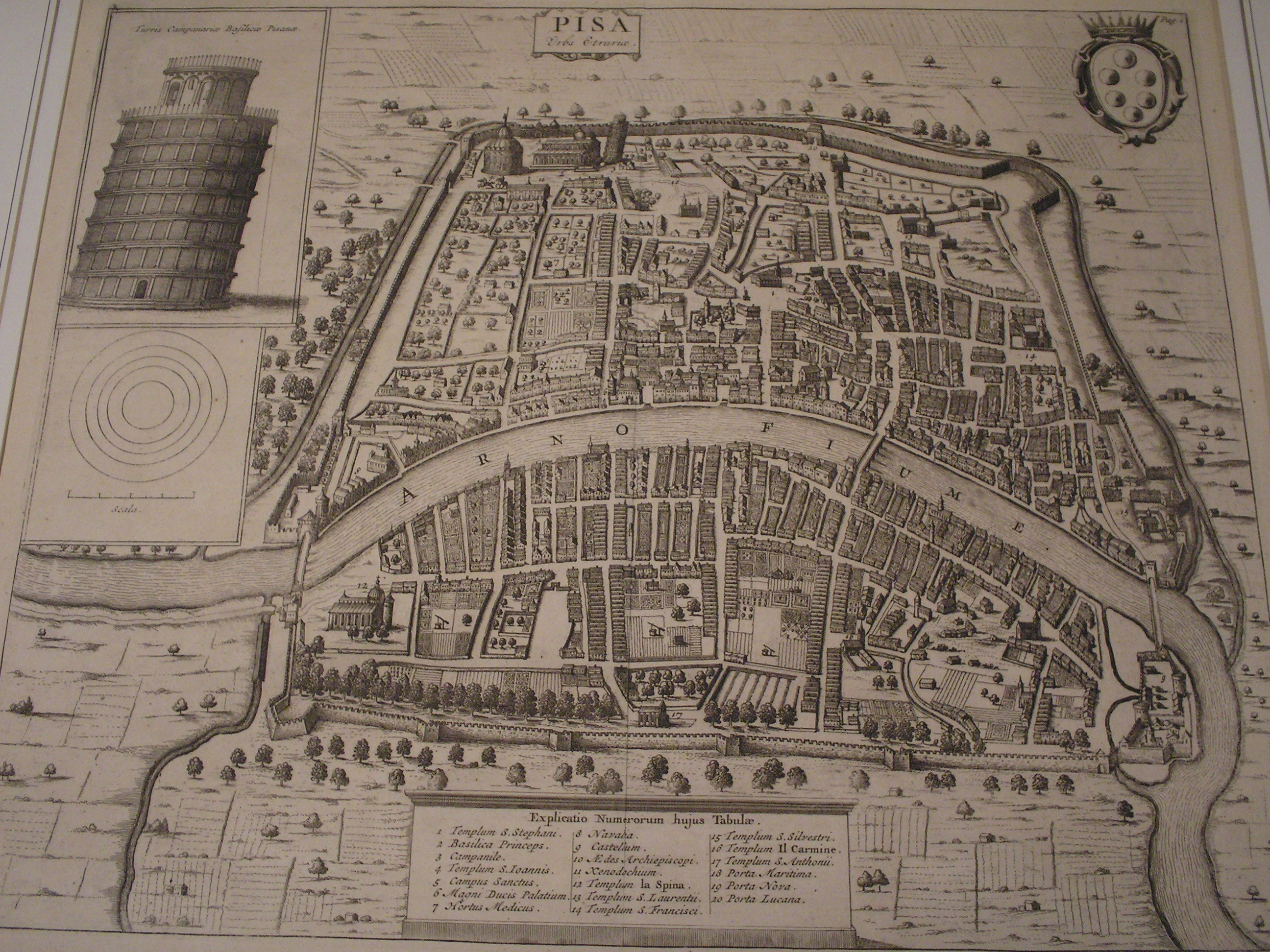
Antiguo mapa de Pisa.

En 1016 Pisa y Génova, aliadas, derrotaron a los sarracenos y conquistaron Córcega y Cerdeña, además de hacerse con el control del mar Tirreno. En 1116, en una expedición conjunta con el conde de Barcelona, asaltaron Mallorca e Ibiza.
Pisa, que por aquella época estaba enfrente del mar, en la desembocadura del Arno, alcanzó su máximo esplendor entre los siglos XII y XIII, cuando sus barcos controlaban el Mediterráneo occidental. La rivalidad entre Pisa y Génova se agudizó en el siglo XIII y estalló en la batalla de Meloria (1284), que marcó el declive del poderío pisano, con la renuncia de Pisa a toda pretensión sobre Córcega y la cesión a Génova de parte de Cerdeña (1299).
Finalmente en 1402 fue vendida a la República de Florencia por los Visconti e integrada en la república florentina.

### Génova
Génova había surgido en los albores del siglo X, cuando tras la destrucción de la ciudad por los sarracenos sus habitantes retomaron el camino del mar. La importancia de su flota le hizo merecer el respeto por parte del Emperador del Sacro Imperio, y que se respetaran sus reivindicaciones autonomistas en materia de Derecho consuetudinario y en Economía.
La alianza con Pisa permitió la liberación del sector occidental del Mediterráneo de los piratas sarracenos, con la reconquista de Córcega, Cerdeña, y Provenza.
La constitución de la Compagna Communis, reunión de todos los consorcios comerciales de la ciudad (llamados Compagne), a la que también se adhirieron los nobles feudatarios de los valles limítrofes y de las costas, marcó definitivamente el nacimiento de la República de Génova.
Las riquezas de la ciudad crecieron notablemente gracias a su participación en la Primera Cruzada: su participación permitió la adquisición de grandes privilegios para las comunidades genovesas trasladadas a muchas localidades de Tierra Santa. El punto álgido de la fortuna genovesa se produjo en el siglo XIII con la firma del Tratado de Ninfeo (1261) con el emperador bizantino Miguel VIII Paleólogo, que expulsaba de hecho a los venecianos de los estrechos que conducen al mar Negro. Poco después derrotaron definitivamente a Pisa en la batalla de Meloria, en 1284.
En 1298, los Genoveses derrotaron además a la flota veneciana cerca de la isla dálmata de Curzola. El dominio de los mares estuvo en manos de Génova durante unos 70 años, hasta la segunda gran guerra con Venecia, culminada con la guerra de Chioggia, en 1372: durante esta guerra de finales del siglo XII cayó prisionero el veneciano Marco Polo, quien durante su prisión en el palacio San Giorgio dictó a Rustichello da Pisa, su compañero de celda, el relato de sus viajes.
Tras el paréntesis del siglo XV marcado por las epidemias de peste y por la dominación extranjera, la ciudad vivió su apogeo a partir de la liberación a manos de Andrea Doria en 1528 y durante todo el siglo siguiente, en el que la vieja aristocracia mantuvo una gran vitalidad sobre todo en el ámbito económico. La República, objetivo de las mayores potencias limítrofes como Francia y el Ducado de Saboya, fue arrastrada por la oleada napoleónica en 1805 y unida al Reino de Cerdeña en 1815 que ahogó definitivamente la economía y provocó la emigración de gran parte de la población rural hacia América.

### Ragusa

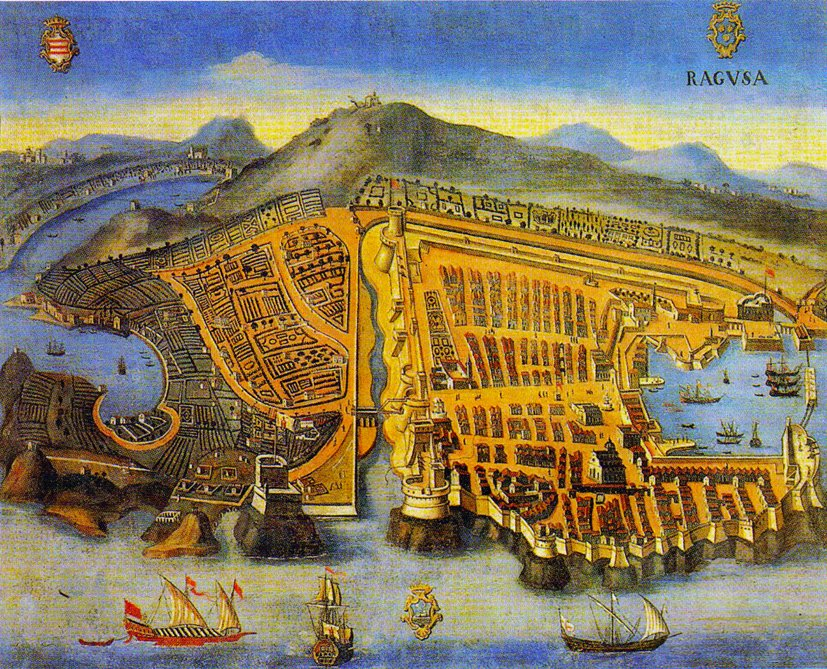
Vista de la antigua ciudad de Ragusa.

En la primera mitad del siglo VII Ragusa comenzó a desarrollar una activa actividad comercial en el Mediterráneo oriental. Desde el siglo XI surgió como un ciudad marítima y mercantil, especialmente en el Adriático, el primer contrato comercial conocido se remonta al año 1148 y se firmó con la ciudad de Molfetta, pero otras ciudades aparecieron en las décadas siguientes, incluyendo
Pisa, Termoli y Nápoles. Después de la caída de Constantinopla durante la Cuarta Cruzada en 1204, Ragusa quedó bajo el dominio de la República de Venecia, de quien heredó la mayor parte de sus instituciones. La soberanía de Venecia se prolongó durante un siglo y medio, la determinación de la estructura institucional de la futura república, con la aparición del Senado (1252) y la aprobación de la Estatuto de Ragusa (9 de mayo de 1272).
En 1358, después de una guerra con el Reino de Hungría, Venecia se vio obligado a renunciar, con el Tratado de Zara, y una gran parte de sus posesiones en Dalmacia. Ragusa voluntariamente quedó como un vasallo del Reino de Hungría, de la que obtuvo la derecho al autogobierno a cambio de la restricción de la ayuda con su la flota y el pago de un tributo anual. Ragusa fue fortificada y equipado con dos puertos. La Communitas Ragusina comenzó a ser llamada Respublica Ragusina en 1403. Basando su prosperidad en el comercio marítimo, Ragusa se convirtió en la gran potencia de Sur del Adriático y llegó a rivalizar con la Serenísima República de Venecia. Por siglos Ragusa fue un aliado de la otra república marítima del Adriático rival de Venecia: Ancona. Esta alianza permitió a los dos pueblos en conjunto, en lados opuestos del Adriático resistir los intentos de los venecianos a hacer el Adriático una "Bahía Veneciana", también para controlar directa o indirectamente a todos los puertos del Adriático. Ancona y Ragusa desarrollaron una ruta comercial alternativa a la de Venecia (Venecia-Alemania-Austria): este recorrido se inició desde el este, pasa a través de Ragusa y Ancona, a continuación, Florencia y, finalmente, la de Flandes. Ragusa fue la puerta de los Balcanes y el Este, un lugar donde se comerciaban metales, sal, especias y cinabrio. Ragusa llegó a su apogeo durante los siglos XV y XVI, gracias a exenciones fiscales para los bienes asequibles.
La estructura social de Ragusa era rígido y las clases bajas no tenían influencia en el Gobierno de la República. Por otra parte, la República de Ragusa resultó muy avanzada en otros aspectos. En la siglo XIV se abrió la primera farmacia, a continuación, un hospicio y el primer Lazareto (1347), y finalmente en 1418 se abolió el tráfico de esclavos. Antes de que el avance del Imperio otomano en la península de los Balcanes y después de la derrota húngara en la batalla de Mohács, Ragusa pasó formalmente bajo la supremacía del sultán, comprometiéndose a pagarle una simbólica anual de homenaje: una jugada inteligente que le permitió mantener su independencia. En el siglo XVII comenzó una lenta decadencia de la República de Ragusa, principalmente debido a un terremoto (6 de abril de 1667), que arrasó gran parte de la ciudad muriendo 5.000 personas, entre ellas el rector de Simone de Ghetaldi. La ciudad fue reconstruida rápidamente a expensas del Papa y los reyes de Francia e Inglaterra, gestión dirigida en gran parte por Stefano Gradi, que hizo una joya del urbanismo del siglo XVII, y la República vivió un renacimiento efímero. El Tratado de Passarowitz de 1718 reconoció por primera vez la plena independencia, pero aumentó el impuesto a pagar en la puerta, llegando a 12.500 ducados.
La Paz de Presburgo de 1805 asignó la ciudad a Francia. En 1806, Ragusa fue ocupada por los franceses. La República fue suprimido por orden del general Auguste Marmont de 31 de enero de 1808 y que se unió all Reino napoleónico de Italia.

### Ancona

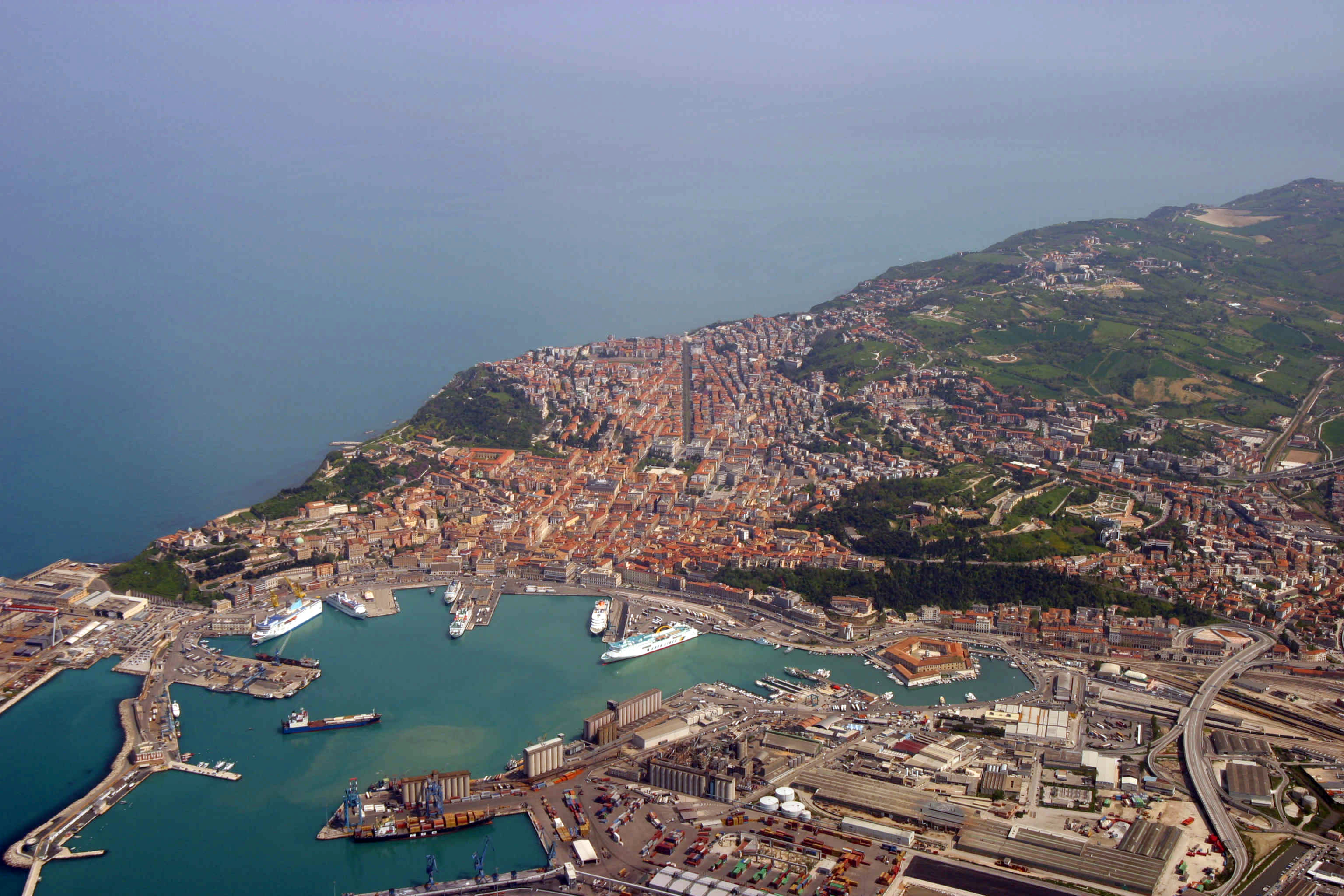
Vista panorámica de Ancona.

Incluida en las tierras del Papa en 774, Ancona entró en el Sacro Imperio Romano alrededor del año 1000, pero poco a poco llegó a ser totalmente independiente, con la llegada de las comunas (siglo XI). Aunque en lugar cerrado, por la supremacía de Venecia en el mar Adriático, la república marítima de Ancona fue notable por su desarrollo económico y el comercio preferencial, especialmente con el Imperio bizantino, con quien tuvo un vínculo especial. Estaba en excelentes relaciones con el reino de Hungría, fue una aliada de la hermana República de Ragusa. Fue a través de estas alianzas valiosas que siempre se las arregló para defenderse de Venecia, que quería tener en su poder todo el mar Adriático. A pesar de la relación con Bizancio, mantiene buenas relaciones con los turcos.
Una ruta comercial paso a través de Ancona, alternativa a la de Venecia: desde el Oriente Medio a través de Ragusa, Ancona, Florencia, Flandes, terminaba en Inglaterra, y por lo tanto la ciudad fue la puerta de entrada hacia el Este del centro de Italia. Fondachi (bases comercial) de la República de Ancona fueron en Constantinopla, Alejandría, Quíos, Acre, y los puertos de Rumania y Siria. La moneda de Ancona (agontano) era aceptada en todos los mercados de comercio del Mediterráneo.
Ancona tuvo que defenderse de Imperio Germánico (contra el que ganó repetidos asedios) y el papado. La lucha para defender su propia libertad siempre han tenido éxito, hasta que, en 1532, el Papa Clemente VII, con una maniobra política astuta, tomó posesión de la ciudad.
El navigator anconitano más famoso fue Ciríaco de Ancona, dijo el arqueólogo-navegador; fue llamado por sus compañeros humanistas como padre de la antigüedad y hoy a veces se llama el padre de la arqueología, porque dedicó toda su vida en busca de evidencias de la época griego-romana y dio a conocer a sus contemporáneos debido a la existencia del Partenón, las pirámides, la Esfinge y otros monumentos antiguos.

## Relaciones entre las repúblicas marítimas
Las relaciones entre las repúblicas marítimas nacen de su naturaleza de Estados volcados hacia el comercio. Estas relaciones contemplaron a veces acuerdos de tipo económico y político, con el objetivo de obtener provecho mutuo de una ruta comercial o para decidir de común acuerdo no obstaculizarse.
Sin embargo, a menudo la competencia por conseguir el control de las rutas comerciales con Oriente y en el Mediterráneo desencadenaba rivalidades que no podían resolverse en un plano diplomático y se produjeron diversos conflictos armados entre las repúblicas marítimas.

### Pisa y Venecia
Hacia finales del siglo XI se inició la primera Cruzada en Tierra Santa debida a la iniciativa del pontífice Urbano II y apoyada por las prédicas de Pedro el Ermitaño. Venecia intervino en la organización de la Cruzada a la vez que Pisa y ambas repúblicas entraron pronto en competencia. En las aguas de Rodas se encontraron la flota veneciana del obispo Eugenio Contarini con la pisana del arzobispo Daiberto.
Pisa y Venecia dieron su apoyo para conseguir que triunfara el asedio de Jerusalén por parte del ejército capitaneado por Godofredo de Bouillón. La expedición pisana, tras ese acontecimiento, permaneció en Tierra Santa: el arzobispo Daiberto se convirtió en el primer patriarca de Jerusalén y coronó a Godofredo como primer rey cristiano de Jerusalén.
Al contrario de lo que hizo Pisa, Venecia acabó pronto su participación en la primera Cruzada, probablemente porque sus intereses eran principalmente contrarrestar la influencia pisana y genovesa en las tierras del Levante.
Pero las relaciones entre Pisa y Venecia no estuvieron siempre marcadas por la rivalidad y el antagonismo. De hecho, ambas repúblicas, a lo largo de los siglos, firmaron diversos acuerdos en los que se establecían las zonas de influencia y acción de Pisa y Venecia de modo que no se obstaculizaran.
El 13 de octubre de 1180 se firmó un tratado para la no injerencia recíproca en los negocios adriáticos y tirrenos entre el dogo de Venecia y el representante de los cónsules pisanos y en 1206 Pisa y Venecia firmaban un pacto en el que se repartían las respectivas zonas de influencia.
En 1494-1509, durante el desarrollo de los acontecimientos relacionados con el asedio de Pisa por parte de Florencia, la Serenísima, siguiendo su política tendente a asegurar la "libertad de Italia" eliminando cualquier tipo de intervención extranjera en suelo italiano, había acudido en auxilio de los Pisanos que trataban de salvar la restauración de su república de la agresión florentina, apoyada por Carlos VIII, rey de Francia, presente en Italia con su ejército.

### Venecia y Génova
Las relaciones entre Génova y Venecia fueron casi siempre de fuerte hostilidad y competencia, tanto en el terreno económico como en el militar.
Hasta principios del siglo XIII las hostilidades se limitaron a simples actos de piratería y escaramuzas aisladas. Hacia 1218 las Repúblicas de Venecia y de Génova se pusieron de acuerdo para acabar con la perjudicial piratería garantizándose mutua protección, a la vez que los genoveses veían cómo se garantizaba la libertad de comercio en las tierras del imperio oriental, un nuevo y productivo mercado.

#### La guerra de San Saba
La crisis entre las dos repúblicas estalló con una violencia impresionante tras los hechos acaecidos en San Juan de Acre para apoderarse del monasterio de San Saba que los genoveses ocuparon en 1255, iniciando las hostilidades al saquear el barrio veneciano y destruir sus barcos en el puerto. Venecia se alió en primer lugar con Pisa, estipulando un acuerdo en defensa de sus intereses comunes sirio-palestinos, y luego pasó a la ofensiva destruyendo el monasterio fortificado de San Saba. La fuga, junto a los genoveses, del regente del principado cristiano de Siria, el barón Felipe de Montfort, acabó la primera fase de esa expedición punitiva.
Solo un año después las tres potencias marítimas se encontraron en lucha en las aguas cercanas a San Juan de Acre. Casi todos los navíos genoveses fueron hundidos, mientras las bajas alcanzaron los mil setecientos entre soldados y marineros. Los genoveses respondieron con nuevas alianzas en el teatro oriental. En el trono de Nicea se hallaba, como usurpador, Miguel VIII Paleólogo que pretendía rescatar con las armas las tierras que habían pertenecido al Imperio bizantino. Sus planes de expansión chocaban con los de Génova. La flota y el ejército de Nicea ocupaban Constantinopla, marcando el hundimiento del Imperio latino de Oriente solo sesenta años después de su creación. La República de Génova sustituyó a la de Venecia en el monopolio del comercio con los territorios del mar Negro.
Esta fase de luchas entre Génova y Venecia terminó con la batalla de Curzola (ganada por los genoveses), en la que además del Dogo veneciano Andrea Dandolo fue hecho prisionero Marco Polo, en 1298. El dogo, para no sufrir la humillación de llegar a Génova remando, prefirió suicidarse golpeándose la cabeza contra el remo al que había sido encadenado. Un año después las dos repúblicas firmaron una paz en Milán.

#### La guerra de Chioggia
Hacia finales del siglo XIV, la gran isla de Chipre, bajo el mandato de Pedro II de Lusignán, había sido ocupada por los genoveses[cita requerida], mientras la isla de Tenedos, más pequeña, pero importante escala en la ruta del Bósforo y del mar Negro, era cedida por Andrónico Paleólogo a Génova, en contraste con la anterior concesión de su padre Juan V a Venecia. Los dos hechos contribuyeron a la rectivación de las hostilidades entre ambas Repúblicas marítimas, cuya rivalidad se extendía desde oriente a occidente por todo el Mediterráneo.
El conflicto se conoció como guerra de Chioggia, porque los venecianos, después de una inicial victoria, fueron derrotados en Pola por los genoveses, que ocuparon Chioggia y pusieron sitio a Venecia. Sin embargo los venecianos consiguieron preparar una nueva flota y sitiar a su vez a los genoveses en Chioggia. Estos tuvieron que rendirse tras su derrota (1380). La guerra terminó a favor de Venecia con la paz de Turín del 8 de abril de 1381.
La toma de Constantinopla el 29 de mayo de 1453, por parte de los otomanos de Mahomet II, acabó con los once siglos de historia del Imperio bizantino. Este hecho suscitó una reacción sentimental que se concretó en el proyecto de Nicolás V de una cruzada.
Para llevar a cabo esta empresa el pontífice tuvo que mediar entre las dos alianzas que habían seguido luchando en Toscana y en Lombardía. Cosme de Médicis y el rey de Aragón Alfonso el Magnánimo entraron en la Liga itálica, junto a Nicolás V, Francesco Sforza y la República de Venecia.
Mientras los pontífices Calixto III y Pío II trataban de proseguir con la idea de su predecesor y trataban de involucrar a los estados de la Liga Itálica y a otras potencias europeas para llevar a cabo una cruzada en Oriente, los otomanos habían hecho capitular y obligado a pagar tributos a muchas colonias genovesas y venecianas.
Estos hechos dieron fe del dominio en el Mediterráneo oriental de la nueva gran potencia naval y militar otomana y obligó a las dos repúblicas marítimas italianas a buscar un nuevo destino. Génova lo encontró en el naciente mundo de las finanzas internacionales y Venecia en la expansión terrestre.

#### Luchas en tierra firme y reunión en la Liga Santa

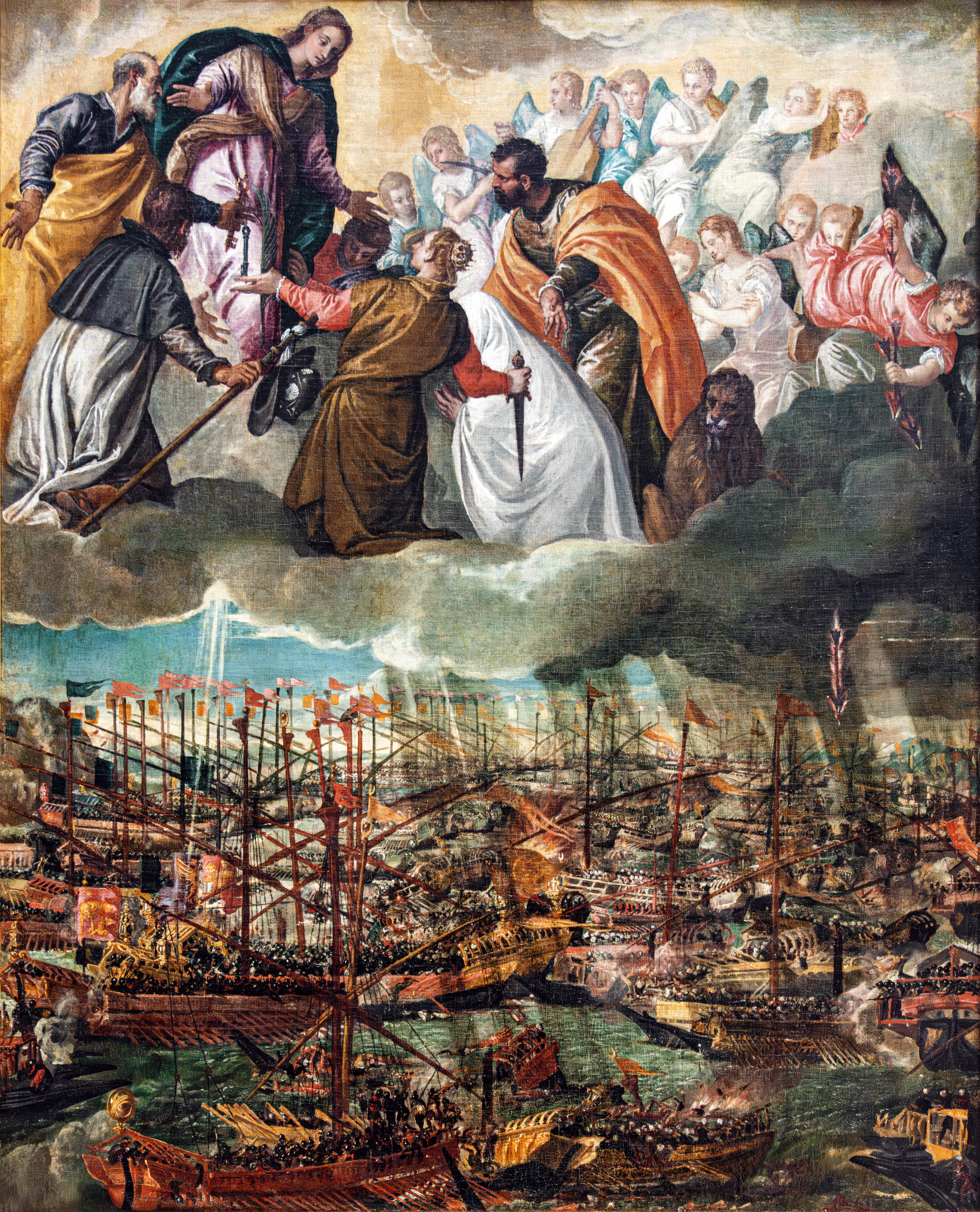
La Batalla de Lepanto en una pintura de Paolo Veronese.

Hacia mediados del siglo XV Génova firmó una triple alianza con Florencia y Milán. Esta alianza se orientaba hacia la Francia de Carlos VII. Por otra parte, Venecia se acercó mucho a Alfonso V de Aragón, instalado en el trono de Nápoles. A causa de las rivalidades entre los distintos estados italianos, se formaron dos grandes coaliciones tras las cuales se fraguó la intervención de las grandes potencias europeas en la península.
En el siglo XVI, tratando de contrarrestar el avance de los otomanos, Venecia y Génova dejaron a un lado sus desencuentros para adherirse a la Liga Santa creada por el papa Pío V.
La imponente flota de la Liga se reunió en el golfo de Lepanto para enfrentarse a la turca al mando del capudán Alí Pachá. Era el 7 de octubre de 1571 y la gran batalla naval, disputada del mediodía hasta la puesta del sol, se resolvió con la victoria de la Liga cristiana.

### Génova y Pisa
Estas dos Repúblicas marítimas mantuvieron muchos intercambios, dado su posición en el Tirreno. En un principio, las relaciones fueron de colaboración y alianza para pugnar por la amenazadora expansión árabe. Pero más adelante se encendieron las rivalidades para obtener la hegemonía en la parte occidental del Mediterráneo.

#### Aliadas contra los árabes
A principios del segundo milenio, la expansión de los ejércitos musulmanes había llegado a Sicilia y empujaba hacia el norte en Calabria y en Cerdeña. Para contrarrestar las acciones piratas de los árabes, Pisa y Génova unieron sus fuerzas para destruir los asentamientos que se estaban formando ya en Cerdeña. Las operaciones fueron un éxito, aunque pronto empezaron a pelearse entre sí por el control de los territorios conquistados. A causa de lo limitado de las fuerzas de que disponían, no consiguieron ocupar la gran isla del Tirreno durante demasiado tiempo.
Las numerosas diferencias, incluso las armadas, se superaron en 1087 cuando, para vigilar sus intereses recíprocos, se reunieron para combatir a su enemigo común. En el verano de ese mismo año salió hacia las costas del Magreb una imponente flota compuesta de doscientos naves genovesas y pisanas pero también de Gaeta, Salerno y Amalfi. La flota triunfó en su ofensiva contra Mahdia (6 de agosto de 1087). El pontífice concedió a Pisa la posibilidad de ascender su rango de obispado a arzobispado. Además, sometía a los obispos de Córcega al poder de la Iglesia pisana. Esa misma victoriosa expedición convenció al pontífice Urbano II que el proyecto de una gran cruzada para liberar Tierra Santa era posible.
A principios del siglo XII el Pontífice Pascual II llamó a los pisanos y a los genoveses a organizar una cruzada en el Mediterráneo occidental. La expedición tuvo un notable éxito y consiguió liberar de los musulmanes las islas Baleares. El papa, como testimonio de su reconocimiento, concedió a ambas repúblicas muchos privilegios. A Pisa se le reconoció la primacía arzobispal sobre Córcega, además de sobre Cerdeña.

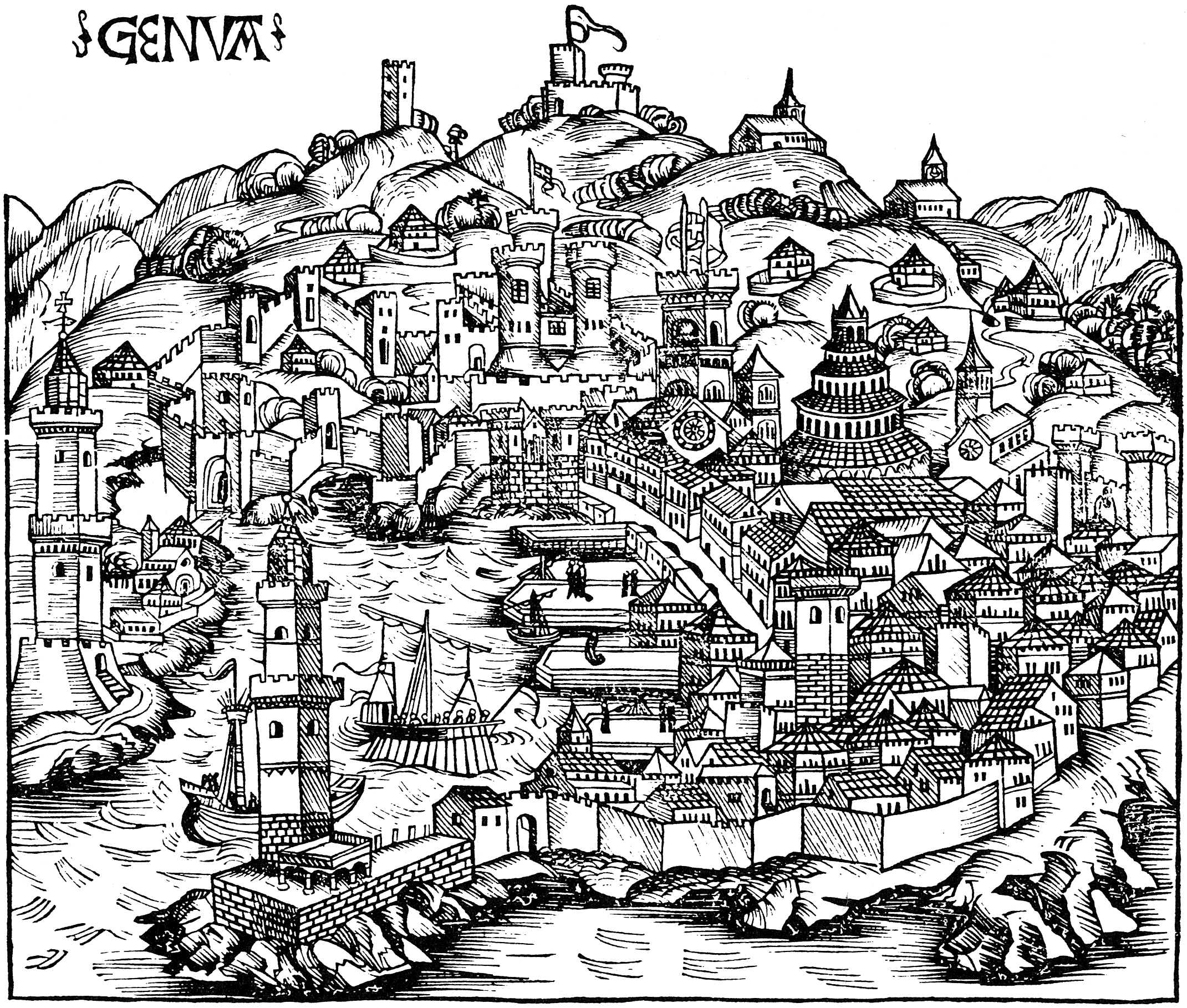
Génova en 1493.

#### La primera guerra entre Pisa y Génova
Las concesiones del pontífice al arzobispado pisano incrementaron notablemente la reputación de la república toscana en todo el Mediterráneo, pero suscitaron al mismo tiempo la envidia de los Genoveses que pronto se trasformó en lucha y competencia. En 1119, los Genoveses asaltaron barcos pisanos, causando una sangrienta guerra, librada en tierra y en mar, que duró hasta 1133, interrumpida por diversas treguas que fueron alternativamente respetadas y violadas. Los combates sufrieron diversas alternativas que terminaron con la división entre ambos contendientes de la influencia de los obispados corsos.

#### La segunda guerra
Cuando el emperador Federico Barbarroja se dirigió a Italia, Génova apoyó la causa imperial aunque con algunas reservas. Pisa, en cambio, concedió su apoyo incondicional al emperador participando en el asedio de Milán. En 1162 y 1163 Federico I concedió a Pisa notables privilegios. Esto acentuó el resentimiento y la rivalidad de Génova, rivalidad que también en este caso pronto pasó a ser una guerra abierta. Este conflicto solo se pausó momentáneamente cuando volvió a intervenir en Italia, por cuarta vez, del emperador Federico Barbarroja, pero se reanudó justo después de que se marchara.
La paz se alcanzó el 6 de noviembre de 1175 con el regreso del emperador del Sacro Imperio Romano a Italia. El acuerdo favorecía a Génova que veía cómo se extendían sus territorios de ultramar.
Pisa y Génova participaron en la campaña bélica llevada por Enrico VI, sucesor de Federico I contra el reino de Sicilia.

#### Derrota de Pisa
Entre 1282 y 1284 Génova y Pisa volvieron a pelear con dureza. El episodio decisivo de ese conflicto se registró en la batalla naval del 6 de agosto de 1284. Las flotas pisana y genovesa lucharon durante todo el día en la batalla de Meloria. Resultaron vencedores los genoveses, mientras los barcos pisanos, sin recibir auxilio, se vieron obligados a retirarse al puerto de Pisa. Miles de ellos fueron hechos prisioneros y llevados por los genoveses a las cárceles de Malapaga. Entre ellos estaba el analista Rustichello da Pisa que conoció allí a otro célebre prisioniero, Marco Polo capturado durante la batalla de Curzola, y transcribió las aventuras del explorador veneciano.
Esa batalla supuso un gran freno a la potencia de la República Toscana, que nunca volverá a recuperar la posición de dominio en el Mediterráneo occidental.
Venecia no intervino para ayudar a su aliada Pisa en esta crisis. Esto, según algunos historiadores, puede ser considerado un error por parte de la República de Venecia que, de ese modo, cedió la supremacía en el Tirreno a su rival Génova y, al mismo tiempo, perdió un aliado precioso en Oriente.
Sin embargo Pisa consiguió retomar su propia expansión territorial en la Toscana algunas décadas después gracias a Guido da Montefeltro y Enrique VII de Luxemburgo.
En el siglo XIV Pisa pasó de una realidad comunal a una señorial. Fazio Novello della Gherardesca fue un aristócrata bastante sabio e iluminado en esa época. Se volvió a acercar a Florencia, al papa y a Génova. El acuerdo con Génova era solo el primero de una serie de tratados de carácter comercial.
Sin embargo, en los primeros años del siglo XV, bajo el gobierno del señor Gabriello Maria Visconti, la ciudad de Pisa fue sitiada por los milaneses, florentinos, genoveses y franceses. Se aprovechó de esa situación su rival Giovanni Gambacorta que consiguió acceder al poder pero pactó la rendición con los sitiadores.
El 6 de octubre de 1406 Pisa pasaba a pertenecer a Florencia, que de este modo conseguía su objetivo de alcanzar una salida al mar.

### Amalfi y Pisa
Amalfi, desde mediados del siglo XI, había perdido la autonomía completa, a pesar de que su comercio seguía gozando de una amplia autonomía administrativa. Bajo la protección del rey normando Guillermo II de Sicilia los administradores de Amalfi llegaron en octubre de 1126 a un provechoso acuerdo comercial con la vecina Pisa con el objetivo de colaborar en la vigilancia de sus intereses comunes en el Tirreno. Este acuerdo era fruto de una amistad con la República toscana que databa de varias décadas. Sin embargo, Amalfi no contaba con un ejército propio que pudiese proteger los intereses de los comerciantes amalfitanos. Esa es la razón por la que los barcos de Amalfi no se implicaron nunca en acciones militares contra otras Repúblicas Marítimas.
De hecho, fue el ejército de Pisa el que rompió el pacto con Amalfi y atacó la ciudad costera el 4 de agosto de 1135 en el marco de la guerra que había iniciado el pontífice Inocencio II y el nuevo emperador Lotario II (y con ellos las Repúblicas de Génova y Pisa) contra el normando Rogelio II de Sicilia que controlaba el territorio de Amalfi.
Esa guerra terminó a favor de Ruggero II que vio reconocidos sus derechos en los territorios del sur de Italia. Amalfi perdió también su autonomía política.

### Venecia, Ancona y Ragusa
La competencia comercial ente Venecia, Ancona y Ragusa era muy fuerte, ya que las tres estaban encaradas al mar Adriático. En más de una ocasión se produjeron enfrentamientos abiertos. Venecia, sabedora de su mayor poder económico y militar, no apreciaba la competencia de otras ciudades marítimas en el Adriático. Pero aunque muchos puertos adriáticos estaban bajo dominio de la Serenísima, Ancona y Ragusa mantenían su independencia. Estas dos repúblicas, para no sucumbir al dominio de la república véneta, firmaron alianzas duraderas en muchas ocasiones.
En 1174 Venecia unió sus fuerzas a las del ejército imperial de Federico Barbarroja para tratar de someter Ancona. De hecho, el emperador Federico estaba en Italia para tratar de reafirmar su autoridad sobre las ciudades italianas. Los venecianos atacaron numerosas naves y al galeón "Totus Mundus" en el puerto de Ancona, mientras las tropas imperiales sitiaban la ciudad por tierra. Tras unos meses de dramática resistencia, los anconitanos, apoyados por los bizantinos, consiguieron enviar un pequeño destacamento a la región de Emilia Romagna para solicitar auxilio. Las tropas ferraresas y las del feudo de Bertinoro acudieron a socorrer a la ciudad y, tras una batalla, expulsaron a las tropas imperiales y a los venecianos.
Venecia, en 1205 también trató de apoderarse de Ragusa, con más éxito: la conquistó y mantuvo su dominio en ella hasta 1358 fecha en la que Ragusa recuperó su libertad y reconfirmó su antigua alianza con Ancona. La República de Ragusa fue independiente desde entonces hasta los tiempos de Napoleón, siendo considerada como la «quinta república marítima de Italia» por algunos historiadores (como el francés Will Durant).